# استخلاص السياسات
إن استخلاص السياسات أو «أسلوب استخلاص السياسة» هو طريقة إحصائية تُستخدم في علم النفس الاجتماعي لقياس العلاقة بين حكم الشخص والمعلومات التي استخدمت لإصدار هذا الحكم. وتعتمد تقييمات استخلاص السياسات على نماذج تحليل الانحدار. وكثيرًا ما تُستخدم طريقة استخلاص السياسات في العمل لتقييم أداء الموظف.